# Права ЛГБТ в Австрии
Положение с правами ЛГБТ в Австрии в последние годы улучшилось. В стране были отменены введённые в 1971 году после декриминализации однополых отношений дискриминационные законы и введён институт однополых гражданских партнёрств, которые по состоянию на декабрь 2017 года почти равны бракам.

## Правовое положение

### Предыстория
Вступивший в силу в 1787 году Уголовный кодекс Иосифа II отменил смертный приговор за сексуальные контакты между лицами одного пола, заменив наказание на каторгу сроком от одного до пяти лет (§ 71 и § 72). Кодекс Иосифа II имел силу до 1852 года, когда был введён новый Австрийский уголовный кодекс.
Уголовный кодекс 1852 года в параграфах 129 и 130 содержал целый перечень так называемых преступлений, которые классифицировались как содомия. «Противоестественный разврат с лицами своего пола» криминализировался в части Ib параграфа 129 и распространялся как на мужчин, так и на женщин.

§ 129. Преступлением считаются и наказываются следующие виды разврата:

I. Противоестественный разврат:

b) с лицом того же пола.
Оригинальный текст (нем.)§ 129. Als Verbrechen werden auch nachstehende Arten der Unzucht bestraft:

I. Unzucht wider die Natur (...)

b) mit Personen desselben Geschlechtes.

Довольно свободная формулировка текста параграфа позволяла судьям интерпретировать его достаточно широко. В комментариях к данной статье содержались указания о применении наказания в виде тюремного заключения сроком от одного года до пяти лет, а в случаях применения угроз и насилия — сроком от пяти до десяти лет.

### Начало либерализации
Однополые сексуальные контакты между совершеннолетними лицами одного пола были декриминализованы в Австрии в 1971 году. Однако, со снятием запрета на сексуальные контакты, в уголовный кодекс были введены четыре новых параграфa, касающиеся гомосексуалов.
Так, с введением параграфа 220 запрещалась и наказывалась тюремным заключением сроком до 6 месяцев «пропаганда разврата между лицами одного пола», что фактически означало запрет на создание ЛГБТ-организаций и проведение просветительской деятельности. Данный запрет был снят лишь в 1997 году. Параграф 221, просуществовавший до 1989 года, запрещал создание «организаций с целью поддержки однополого разврата». До 1989 года также была криминализирована и гомосексуальная проституция (§ 210 УК). Кроме того, возраст сексуального согласия для однополых контактов между мужчинами был поднят до 18 лет. Лишь в 2002 году он был снижен. Гомосексуальная порнография была разрешена в 2000 году.
| § 209. Однополый разврат с лицами до 18 лет. Лицо мужского пола, достигшее девятнадцати лет и совершившее однополый разврат с лицом, достигшим четырнадцати и недостигшим восемнадцати лет, наказывается лишением свободы сроком от шести месяцев до пяти лет. Оригинальный текст (нем.)§ 209. Gleichgeschlechtliche Unzucht mit Personen unter achtzehn Jahren. Eine Person männlichen Geschlechtes, die nach Vollendung des neunzehnten Lebensjahres mit einer Person, die das vierzehnte, aber noch nicht das achtzehnte Lebensjahr vollendet hat, gleichgeschlechtliche Unzucht treibt, ist mit Freiheitsstrafe von sechs Monaten bis zu fünf Jahren zu bestrafen. — Уголовный кодекс Австрии, § 209 (отменено 13.08.2002). (нем.) |

| § 220. Пропаганда разврата с лицами одного пола или животными. Лицо, с помощью печатной продукции или видеоизображений открыто призывающее к однополому разврату или разврату с животными или оправдывающее их в какой-либо форме, пригодной для предложения таких развратных действий, если ему не грозит более серьёзное наказание как участнику этих действий, наказывается лишением свободы сроком до шести месяцев или денежным штрафом в размере 360 дневных оплат труда. Оригинальный текст (нем.)§ 220. Werbung für Unzucht mit Personen des gleichen Geschlechtes oder mit Tieren. Wer in einem Druckwerk, in einem Laufbild oder sonst öffentlich zur gleichgeschlechtlichen Unzucht oder zur Unzucht mit Tieren auffordert oder sie in einer Art gutheißt, die geeignet ist, solche Unzuchtshandlungen nahezulegen, ist, sofern er nicht als an der Unzuchtshandlung Beteiligter (§ 12) mit strengerer Strafe bedroht ist, mit Freiheitsstrafe bis zu sechs Monaten oder mit Geldstrafe bis zu 360 Tagessätzen zu bestrafen. — Уголовный кодекс Австрии, § 220 (отменено 28.02.1997). (нем.) |

| § 221. Объединения с целью поддержки однополого разврата. Лицо, основавшее объединение большого числа лиц, целью которого (даже если не его исключительной целью) является поддержка однополого разврата, и она может вызвать общественное негодование, а также лицо, являющееся членом такого объединения, или лицо, призывающее к вступлению в него, наказывается лишением свободы сроком до шести месяцев или денежным штрафом в размере 360 дневных оплат труда. Оригинальный текст (нем.)§ 221. Verbindungen zur Begünstigung gleichgeschlechtlicher Unzucht. Wer eine Verbindung einer größeren Zahl von Personen gründet, deren wenn auch nicht ausschließlicher Zweck es ist, gleichgeschlechtliche Unzucht zu begünstigen, und die geeignet ist, öffentliches Ärgernis zu erregen, ferner, wer einer solchen Verbindung als Mitglied angehört oder für sie Mitglieder wirbt, ist mit Freiheitsstrafe bis zu sechs Monaten oder mit Geldstrafe bis zu 360 Tagessätzen zu bestrafen. — Уголовный кодекс Австрии, § 221 (отменено 28.02.1997). (нем.) |

Существование подобных уголовных статей способствовало тому, что в отличие от других стран в 1970—1980-е годы в Австрии практически отсутствовало какое-либо ЛГБТ-движение, которое зародилось лишь в конце 1980-х — начале 1990-х годов.

### Однополые браки
С 2010 года в Австрии регистрируются однополые гражданские партнерства. К декабрю 2017 года они полностью приравнены к бракам (исключением является то, что браки и партнерства регистрируют в разных органах). 5 декабря 2017 года Конституционный суд Австрии принял постановление, которое с 2019 года легализует однополые браки в Австрии. Национальные власти Австрии должны до конца 2018 года принять соответствующие законы.

## Сводная таблица прав
| Тип | Статус                                                        |
| --- | ------------------------------------------------------------- |
| Однополые отношения                                                                                          | (с 1971 года)                                                 |
| Равный возраст согласия                                                                                      | (с 2000 года)                                                 |
| Антидискриминационные законы только в сфере занятости                                                        | (с 2004 года)                                                 |
| Антидискриминационные законы по предоставлению товаров и услуг                                               | (с 2017 года)                                                 |
| Антидискриминационные законы во всех других областях (включая косвенную дискриминацию, разжигание ненависти) | (с 2016 года)                                                 |
| Однополые браки                                                                                              | (с 2019 года)                                                 |
| Признание однополых пар                                                                                      | (с 2003 года)                                                 |
| Усыновление ребенка однополыми парами                                                                        | (с 2013 года)                                                 |
| Усыновление для одиноких людей независимо от сексуальной ориентации                                          | Yes                                                           |
| Разрешение для геев и лесбиянок открыто служить в армии                                                      | Yes                                                           |
| Право изменить юридический пол                                                                               | (с 2009 года)                                                 |
| Доступ к ЭКО для лесбиянок                                                                                   | (с 2014 года)                                                 |
| Суррогатное материнство для гей-пар                                                                          | (Незаконно для всех пар независимо от сексуальной ориентации) |
| Разрешение быть донорами крови для МСМ                                                                       | [ 5 ]                                                         |